# Tillväxtteori
Tillväxtteori är ett ekonomiskt teoriområde, en subdisciplin till nationalekonomi; den beskriver tillväxt av bland annat bruttonationalprodukten.
Grundläggande frågeställningar vid studiet av ekonomisk tillväxt inkluderar vad som driver ekonomisk tillväxt och varför vissa länder är rika och andra fattiga. Det finns olika hypoteser kring detta förhållande, men det förenklade svaret som tillväxtteori främst nått kring dessa frågor är att den ekonomiska tillväxttakten styrs av den teknologiska utvecklingen. Olika tillväxttakt i teknologin är således även förklaringen till varför vissa länder är rika och andra fattiga. En mycket viktig fråga blir därför vad det är som driver teknologisk tillväxt – en fråga som ännu inte har fått något entydigt svar. Vissa tillväxtteoretiker betonar institutionella förhållanden.
Ett lands långsiktiga tillväxttakt bestäms av tillväxttakten i "steady state" i tillväxtmodeller. Steady state är ett slags jämviktskurva (jämför med fysikens vilobana) i vilken alla variabler växer med konstant hastighet. En ekonomi som inte befinner sig på sin jämviktsbana rör sig alltid mot den, med en hastighet som ökar med avståndet från jämviktsbanan (betingad konvergens). Det är dock inte självklart att ett steady state existerar.
De tillväxtmodeller som används för att undersöka ekonomisk tillväxt kan delas upp i exogena och endogena tillväxtmodeller. Den grundläggande skillnaden är att exogena tillväxtmodeller inte försöker förklara den långsiktiga tillväxten, utan tar den som given och analyserar dess konsekvenser; ett viktigt exempel Solow-modellen. Endogena tillväxtmodeller, exempelvis Romer-modellen, förklarar tillväxten inom modellen, vilket också ger möjlighet att analysera hur ekonomisk politik kan påverka den långsiktiga ekonomiska tillväxten.